# 土居駅 (広島県)
土居駅（どいえき）は、広島県山県郡戸河内町（現在は安芸太田町）土居に存在した西日本旅客鉄道（JR西日本）可部線の駅（廃駅）である。
可部線非電化区間（可部 - 三段峡間）の廃線に伴い、2003年（平成15年）12月1日に廃止された。

## 歴史

### 年表
- 1969年（昭和44年）7月27日：国鉄可部線 加計 - 三段峡間開通時に無人駅として開業[1]（旅客駅）。
- 1987年（昭和62年）4月1日：国鉄分割民営化によりJR西日本が継承[2]。
- 2003年（平成15年）12月1日：廃止。

### 駅名の由来
- 駅付近の小字。安芸太田町発足（2004年〈平成16年〉10月1日）後は安芸太田町の大字になっている。

## 駅構造
単式ホーム1面1線のみを持ち、築堤上にあった高架駅。線路の南側にホームがあった。無人駅で駅舎はなく、ホーム上に待合所があるだけであった。

## 駅周辺
駅のすぐ西側を国道191号が通っており、可部線は同道を高架で跨いでいた。
- 広電バス・三段峡交通「戸河内土居」停留所

## 現状
2023年12月現在、高さ約10メートルの築堤上にホームや待合所が残るものの、待合所の骨組みなどは錆びて朽ち果てた状態である。

## 隣の駅
西日本旅客鉄道（JR西日本）
可部線
筒賀駅 - 土居駅 - 戸河内駅